# Dionda nigrotaeniata
Dionda nigrotaeniata är en fiskart som först beskrevs av Cope, 1880.  Dionda nigrotaeniata ingår i släktet Dionda och familjen karpfiskar. Inga underarter finns listade i Catalogue of Life.